# Omer (Michigan)
Omer é uma cidade localizada no estado americano de Michigan, no Condado de Arenac.

## Demografia
Segundo o censo americano de 2000, a sua população era de 337 habitantes.
Em 2006, foi estimada uma população de 313, um decréscimo de 24 (-7.1%).

## Geografia
De acordo com o United States Census Bureau tem uma área de
3,2 km², dos quais 3,2 km² cobertos por terra e 0,0 km² cobertos por água. Omer localiza-se a aproximadamente 195 m acima do nível do mar.

## Localidades na vizinhança
O diagrama seguinte representa as localidades num raio de 16 km ao redor de Omer.